# I Need You (canción de Marc Anthony)
" I Need You " es un sencillo de Marc Anthony que aparece también en su álbum Mended . Fue lanzado como doble cara A junto a "Me Haces Falta", la versión en español de la canción.
"Te necesito" fue escrita por Cory Rooney . El sencillo fue lanzado el 6 de abril de 2002 como sencillo debut del álbum.

## Video musical
El vídeo musical se basa en Marc Anthony persiguiendo a su interés amoroso en un contexto de conducción y carreras de coches. La actriz del vídeo es Ivana Miličević .

## Listas
La canción alcanzó el puesto 22 en Sverigetopplistan, la lista oficial de sencillos suecos.  También apareció en Swiss Singles Chart.

### Listas semanales
| Lista (2002)                                                       | Mejor posición |
| ------------------------------------------------------------------ | -------------- |
| Canadian Singles Chart                                             | 22             |
| Canada Radio (Nielsen BDS)                                         | 14             |
| Canada AC (Nielsen BDS)                                            | 2              |
| Canada Radio (Nielsen BDS)                                         | 14             |
| Sweden (Sverigetopplistan)                                         | 22             |
| Switzerland (Schweizer Hitparade)                                  | 53             |
| US Adult Contemporary (Billboard)                                  | 4              |
| US Latin Pop Airplay (Billboard) Spanish version: "Me Haces Falta" | 27             |

### Listas de fin de año
| Lista (2002)                                        | Posición |
| --------------------------------------------------- | -------- |
| Contemporáneo para adultos de EE. UU. ( Cartelera ) | 11       |